# Ağçay (Xaçmaz)
Ağçay è un comune dell'Azerbaigian situato nel distretto di Xaçmaz. Conta una popolazione di 387 abitanti.